# Celastrina briga
Celastrina briga är en fjärilsart som beskrevs av Hans Fruhstorfer 1917. Celastrina briga ingår i släktet Celastrina och familjen juvelvingar. Inga underarter finns listade i Catalogue of Life.